# Plötzlich letzten Sommer
Plötzlich letzten Sommer, englischer Originaltitel Suddenly, Last Summer, ist ein 1958 uraufgeführtes Drama des amerikanischen Schriftstellers Tennessee Williams  (1911–1983).

## Handlung
Im Mittelpunkt des Stücks steht die reiche Violet Venable, eine Witwe, die ständig von ihrem Sohn Sebastian erzählt, den sie abgöttisch liebt. Sebastian ist homosexuell. Nachdem Sebastian plötzlich verschwunden ist und Mrs. Venable von seiner grausigen Ermordung durch einen Akt kollektiven Kannibalismus erfährt, konsultiert sie den Psychiater Dr. Cukrowicz, der in der Nähe in einem heruntergekommenen Krankenhaus praktiziert. Mrs. Venable erwartet von ihm, dass ihre Nichte Catherine, die den Mord an Sebastian beobachtet hat – er wurde am Strand von einer Gruppe von Strichern überfallen und zerfleischt – mit seiner Hilfe ihr Trauma verarbeitet. Sie verlangt von dem Arzt, Catherine „die grässliche Geschichte aus ihrem Kopf zu schneiden“.

## Inszenierungen
Die Uraufführung fand Off-Broadway am 7. Januar 1958 statt. In der Uraufführung spielten Broadway-Stars wie Hortense Alden (Violet Venable), Anne Meacham (Catherine) und Robert Lansing (Cukrowicz). Premiere am Broadway war 1995. Gespielt wurde das Stück zusammen mit Something Unspoken, der zweite Einakter, mit dem das Stück bei der Uraufführung – unter dem gemeinsamen Titel Garden District – gespielt worden war. Spielort war das Circle in the Square Theatre. Die Hauptrollen spielten Elizabeth Ashley, Victor Slezak und Celia Weston. 1958, ein Jahr nach der Uraufführung, wurde das Stück bereits in Essen und in Heidelberg aufgeführt.
In Kanada erhielt Denise Verville 2000 den Prix Paul Hébert für ihre Leistung als Violet Venable. Eine vielbeachtete deutsche Inszenierung (von Pia Hänggis mit Cordula Trantow, Stephanie Kellner, Jacques Breuer, Senta Auth und Kevin Kölker) war 2006 zu sehen.

## Verfilmungen
- 1959: Plötzlich im letzten Sommer, Regie Joseph L. Mankiewicz, Drehbuch Gore Vidal, mit Katharine Hepburn, Elizabeth Taylor und Montgomery Clift
- 1993: Suddenly, Last Summer, TV-Film, Regie Richard Eyre, mit Maggie Smith, Natasha Richardson und Rob Lowe

## Textausgaben
- Suddenly Last Summer. New Directions, New York 1958 (Erstausgabe).
- Suddenly last summer. Dramatist Play service, New York 1986. ISBN 0-8222-1094-0
- Plötzlich letzten Sommer. von Tennessee Williams. Deutsch von Hans Sahl. Fischer, Frankfurt Am Main 1960 u. ö., zuletzt 1963, ohne ISBN
  - Lizenzausgabe: Tennessee Williams: Endstation Sehnsucht und andere Dramen. Buchgemeinschaft Donauland, Wien o. J. (1978).
  - auch in: Tennessee Williams: Meisterdramen: Die Glasmenagerie, Endstation Sehnsucht, Die tätowierte Rose, Die Katze auf dem heißen Blechdach, Plötzlich letzten Sommer. Fischer, Frankfurt am Main 1978, ISBN 3-10-392201-9.

## Sekundärliteratur
- Robert F. Gross: Consuming Hart: Sublimity and Gay Poetics in "Suddenly Last Summer". In: Theatre Journal 47:2, 1995, S. 229–251.
- Paul J. Hurley: Suddenly Last Summer as "Morality Play". In: Modern Drama 8:4, 1965, S. 392–402.
- Brian Parker: A Tentative Stemma for Drafts and Revisions of Tennessee Williams's Suddenly Last Summer (1958). In: Modern Drama 41:2, 1998, S. 303–326.
- Annette J. Saddik: The (Un)Represented Fragmentation of the Body in Tennessee Williams's Desire and the Black Masseur and Suddenly Last Summer. In: Modern Drama 41:3, 1998, S. 347–354.
- Janice Siegel: Tennessee Williams' "Suddenly Last Summer" and Euripides' "Bacchae". In: International Journal of the Classical Tradition 11:4, 2005, S. 538–570.
- Andrew Sorer: Self-Consuming Artifacts: Power, Performance and the Body in Tennessee Williams' Suddenly Last Summer. In: Modern Drama 38:3, 1995, S. 336–347.